# Arnaud Amaury

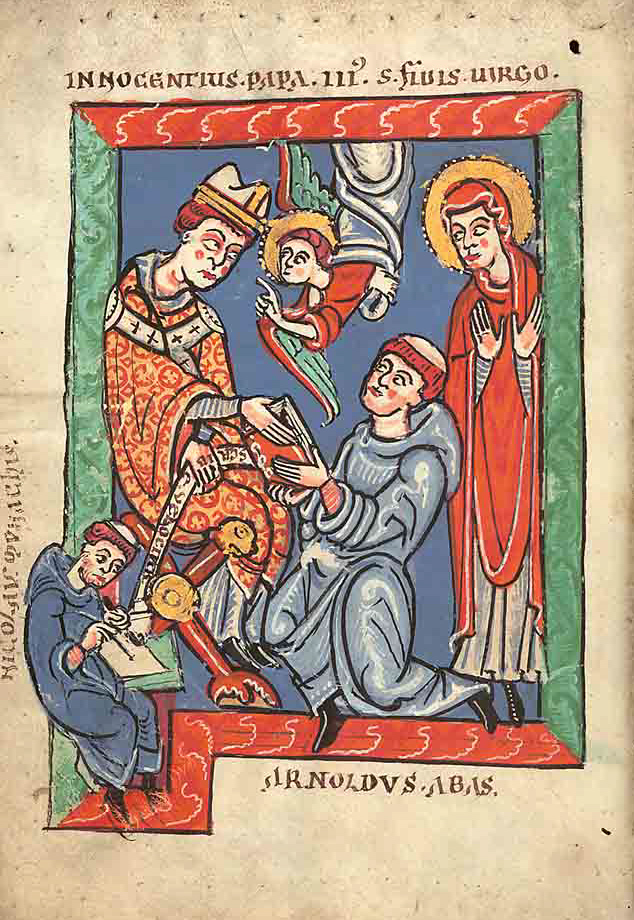
Innocentius III en Arnaud Amaury

Arnaud Amaury, ook Arnaud Amalric, Latijn: Arnaldus Amalricus (? – 1225) was een cisterciënzer monnik. Als pauselijk legaat was hij betrokken bij de Albigenzische Kruistochten. Hij was verantwoordelijk voor het Bloedbad van Béziers (1209) waarbij de stad Béziers werd uitgemoord en platgebrand. Daarna was hij aartsbisschop van Narbonne (1212-1225).
Zijn afkomst is niet zeker. Volgens een inmiddels verlaten hypothese stamt hij af van de hertogen van Narbonne. Hij wordt genoemd in een akte uit 1192 en is dan monnik van het klooster van Poblet, dat in 1151 gesticht was door de cisterciënzers. Volgens Félix Torres kwam hij uit Catalonië, maar volgens Henriquez is Amaury jong ingetreden in het klooster van Cîteaux, en is hij vervolgens naar Spanje gestuurd. Vervolgens werd hij abt van het klooster van Poblet, daarna van de abdij van Grand Sleve in september 1198, en tegen 1200 werd hij abt van de abdij van Cîteaux, wat hem de machtigste man van de orde der cisterciënzers maakte.
In 1204 zond paus Innocentius III hem naar Occitanië, ter ondersteuning van zijn legaat Pierre de Castelnau die tegen de katharen predikte. Castelnau probeerde tevergeefs Raymond VI van Toulouse over te halen diens steun aan de Katharen op te geven, waarna Raymond werd geëxcommuniceerd. Nadat Castelnau vervolgens werd vermoord besloot de paus een kruistocht tegen de katharen te organiseren, met Amaury aan het hoofd.

## "Doodt ze, de Heer herkent de Zijnen wel"
Toen Raymond VI van Toulouse alsnog overliep, werd de kruistocht gericht tegen het territorium van Raimond-Roger Trencavel. Amaury ontving Trencavel in Montpellier en eiste een totale overgave, wat door Trencavel werd geweigerd. Hierop werd Béziers belegerd. Ook een ultieme bemiddelingspoging door Renaud de Montpeyroux, bisschop van Béziers, mocht niet baten. Op 22 juli 1209 wisten de kruisvaarders de stad onverwachts in te nemen, waarna 20.000 mannen, vrouwen en kinderen werden afgemaakt, en Béziers werd platgebrand. Op de vraag hoe men de ketters kon onderscheiden van de katholieken, zou Amaury hebben geantwoord: "Caedite eos. Novit enim Dominus qui sunt Eius." (Doodt ze, de Heer herkent de Zijnen wel). Mogelijk zijn deze woorden apocrief, maar Caesarius von Heisterbach noteert ze al tien jaar later in zijn Dialogus miraculorum, en Amaury presenteerde "Gods wraak" in een brief aan de paus als een wonder zonder weerga.
Vervolgens werd Carcassonne belegerd. De stad gaf zich op 15 augustus over en Trencavel werd gevangengenomen. Nu de kruistocht al meer dan veertig dagen duurde wilden de meeste kruisvaarders huiswaarts keren. Amaury koos Simon IV van Montfort om de burggraafdommen van Trencavel te beheren en de strijd tegen de ketters voort te zetten.
Montfort belegerde vervolgens in 1210 het vestingstadje Minerve. Amaury arriveerde ter plaatse toen Montfort en Willem IV van Minerve onderhandelden over de overgave van de stad. Hij besloot dat de heer van het kasteel en de inwoners en verdedigers van Minerve de stad vrij konden verlaten, evenals de ketters, mits dezen hun geloof zouden herroepen. Robert Mauvoisin, een luitenant van Simon van Montfort, zou tegen deze bepaling hebben geprotesteerd, omdat de kruisvaarders waren gekomen om de ketterij uit te roeien en omdat de Katharen in Minerve hun geloof alleen maar zouden afzweren uit angst voor de dood en niet uit geloof. Waarop Amaury zou hebben geantwoord: "Vrees niet, want ik denk dat maar heel weinigen zich zullen bekeren." Inderdaad zwoeren slechts drie vrouwen hun geloof af. De overige honderdvijftig ketters werden levend verbrand.

## Slag bij Las Navas de Tolosa
Vervolgens ging Amaury de instructies van de paus te buiten en begon hij een inval in het graafschap Toulouse te organiseren. Tijdens diverse regionale concilies legde hij Raymond VI van Toulouse voorwaarden op die deze onaanvaardbaar vond. Raymond werd opnieuw geëxcommuniceerd, en Montfort viel in 1211 Toulouse aan. Op 12 maart 1212 werd Amaury aartsbisschop van Narbonne, als opvolger van Béranger die van heulen met de Katharen werd verdacht. Als vazal van de koning van Aragon leidde de nieuwe bisschop een detachement soldaten en trad hij toe tot de coalitie van de christelijke Spaanse koningen Alfons VIII van Castilië, Peter II van Aragón en Sancho VII van Navarra die op 16 juli 1212 de Almohaden verpletterend versloegen in de Slag bij Las Navas de Tolosa. Amaury schreef hierover een relaas dat hij naar de paus zond.
Na de overwinning nam Peter II van Aragón de graven van Toulouse, Foix en Comminges (Bernard IV van Comminges) onder zijn bescherming, en stak de Pyreneeën over. Arnaud Amaury voegde zich weer bij Simon de Montfort, die de coalitie aanviel en deze op 12 september 1213 versloeg in de Slag bij Muret. Amaury probeerde het hertogdom van Narbonne te herstellen ten gunste van het aartsbisdom, maar raakte hierover in conflict met Montfort, die ook aanspraak maakte op het hertogdom, dat in theorie bezit was van de graven van Toulouse. Amaury vocht de aanspraken van Montfort aan bij het Vierde Lateraans Concilie dat het hertogdom echter toewees aan Simon van Montfort.
Na de dood van Montfort in Toulouse, probeerde hij diens zoon Amaury van Montfort te helpen, maar hij moest vaststellen dat alle verworvenheden van de kruistocht verloren waren gegaan ten gunste van Raymond VII.
Amaury overleed in 1225 in de Abdij Sainte-Marie de Fontfroide. Hij werd begraven in de Abdij van Cîteaux.

## Excuses
Op 16 oktober 2016 werd door de bisschop van Pamiers excuses aangeboden voor de gruweldaden die de Rooms-Katholieke kerk tegen de katharen begaan heeft.

## Apocrief
De frase "Doodt ze, de Heer weet wie de zijnen zijn" is waarschijnlijk apocrief. De passage is een directe verwijzing naar 2 Timoteüs 2:19: (‘Maar het fundament dat God gelegd heeft, ligt onwrikbaar vast en draagt het opschrift: “De Heer weet wie hem toebehoren” en “Laat ieder die de naam van de Heer noemt onrecht uit de weg gaan”)’. De Franse historicus Berlioz merkt op dat het hier waarschijnlijk gaat om een ’echo d’une tradition’ (de echo van een verteltraditie binnen de cisterciënzer orde).

We komen de Latijnse versie van de uitspraak alleen tegen in het boek Dialogus miraculorum van de Duitse cisterciënzer monnik Caesarius van Heisterbach. Caesarius - normaliter vrij precies met bronverwijzingen - omkleedt de uitspraak met de nodige voorbehouden: 'men beweert dat hij gezegd heeft dat' (zie citaat hieronder). 
"Abbas quam reliqui, ne tantum timore mortis se catholicos simularent, et post ipsorum abcessum iterum ad perfidiam redirent, fertur dixisse: ‘Caedite eos. Novit enim Dominus qui sunt eius".  ('De abt en de anderen waren beducht dat ze zich alleen uit angst voor de dood als katholieken voordeden en dat ze na hun aftocht weer tot hun ongeloof zouden terugkeren. Men beweert dat hij gezegd heeft: 'Doodt ze, de Heer weet wie de zijnen zijn')
Het gaat naar alle waarschijnlijkheid om een verhaal dat Caesarius niet uit eerste hand heeft vernomen, maar om een verhaal dat binnen de cisterciënzer orde de ronde deed. Voor de authenticiteit van de passage pleit dat er slechts een tiental jaren is verstreken tussen de gebeurtenissen zelf en het opschrijven ervan door Caesarius van Heisterbach. Het doet evenwel vreemd aan dat een Duitse monnik er wel melding van maakt, en landgenoten van Amaury niet. Bovendien is de gang van zaken zoals door Caesarius van Heisterbach beschreven in strijd met plaatselijke bronnen uit die tijd die helemaal geen gewag maken van een gevechtspauze, maar integendeel aangeven dat door de soldaten naar eigen goeddunken werd gehandeld, zonder op toestemming van hun meerderen te wachten.